# A casa di Anna
A casa di Anna è una miniserie televisiva composta da due puntate, trasmessa in prima visione su Rai Uno nel 2004.

## Cast
La fiction è diretta da Enrico Oldoini ed è interpretata da Virna Lisi, Angelo Infanti, Giada Desideri, Stefania Graziosi, Marco Bonini, Caterina Deregibus, Veronica Niccolai, Francesca Casale, Paolo Conticini, Nicolas Vaporidis, Mary Petruolo.

## Distribuzione
Le due puntate della miniserie furono trasmesse in prima visione su Rai Uno il 12 e il 13 dicembre 2004 e, nel corso degli anni successivi, furono replicate entrambe nel formato originario (100 minuti cadauna) e in una versione in un'unica puntata. Per tale ragione, talvolta questa miniserie viene classificata impropriamente come film TV.
L'opera venne pubblicata in un'edizione DVD da Rai Trade, con la durata totale di 200 minuti.